# Кошница при Цељу
Кошница при Цељу (словен. Košnica pri Celju) је насељено место у општини Цеље, Савињска регија, Словенија.

## Историја
До територијалне реорганизације у Словенији била је у саставу старе општине Цеље.

## Становништво
У попису становништва из 2011. године, Кошница при Цељу је имала 579 становника.
| Број становника према пописима | Број становника према пописима | Број становника према пописима |
| ------------------------------ | ------------------------------ | ------------------------------ |
| 1991                           | 2002                           | 2011                           |
| 576                            | 590                            | 579                            |

Напомена: До 1955. исказивано под именом Кошница.